# Songs of Darkness, Words of Light
 (novembre 2023).
Si vous disposez d'ouvrages ou d'articles de référence ou si vous connaissez des sites web de qualité traitant du thème abordé ici, merci de compléter l'article en donnant les références utiles à sa vérifiabilité et en les liant à la section « Notes et références ».
Songs Of Darkness, Words Of Light est le huitième album studio du groupe de doom metal/metal gothique britannique My Dying Bride, sorti en 2004.

## Liste des titres
1. The Wreckage Of My Flesh - 8:45
2. The Scarlett Garden - 7:50
3. Catherine Blake - 6:32
4. My Wine In Silence - 5:53
5. The Prize Of Beauty - 8:02
6. The Blue Lotus - 6:34
7. And My Fury Stands Ready - 7:46
8. A Doomed Lover - 7:54